# タムスロシン
塩酸タムスロシン（Tamsulosin、商品名：ハルナール）は尿路結石や前立腺肥大症に伴う排尿障害の治療を目的に用いられる医薬品であり、交感神経α受容体遮断薬の一つである。化学式：C20H28N2O5S・HCl。融点：230℃（分解）

## 薬理作用
タムスロシンはα1A受容体に対して比較的選択的に働く阻害薬であり、前立腺肥大症における排尿障害の治療に用いられる。前立腺は男性特有の臓器で、中年以降の男性はこの前立腺が肥大化することがある。その結果、排尿障害、残尿感、頻尿などといった症状が出てくるため、著しくQOLが低下する。ヒトの前立腺にはα1A受容体が多く発現しており、肥大化した前立腺の筋肉や尿道に作用して尿道を広げることにより排尿障害を改善するのがタムスロシンである。そのα受容体阻害作用は同じくα受容体遮断薬であるプラゾシンやフェントラミンよりも強い。
近年海外のガイドライン（EAU,AUA）に準じて排石を促すためにα1遮断剤（タムスロシンなど）が尿路結石における排尿障害の治療に使用される例も増えてきている 1日に400mcgの服用が推奨されている。

## 効能・効果
前立腺肥大症に伴う排尿障害
尿路結石に伴う排尿障害

## 副作用
治験での副作用発現率は2.72％で、主な内訳は眩暈・ふらつき（0.73％）、悪心・嘔吐（0.36％）であった:24。
重大な副作用は、失神・意識喪失、肝機能障害、黄疸（全て頻度不明）である。